# Малодушие
Малодушието е черта на характера, при която прекомерен страх пречи на индивида да поема рискове или да се сблъсква с опасности. Като неспособност да се проявява характер пред предизвикателствата, малодушието е антипод на куража и е недостатък на характера, чиито проявления в много общества биват стигматизирани и/или наказвани.
Актовете на малодушие дълго време са били наказуеми по военното право, което дефинира широк диапазон престъпления от страх, включващи дезертьорство и предаване в лицето на врага.
Малодушието е специално отбелязано в Наказателния кодекс на Република България, Чл. 400: „Който самоволно напусне полесражението във време на бой или се предаде в плен поради страх или малодушие, или откаже във време на бой да действува с оръжие, се наказва с лишаване от свобода двадесет години или доживотен затвор без замяна.“